# Teodorowo (powiat radziejowski)
Teodorowo – wieś w Polsce położona w województwie kujawsko-pomorskim, w powiecie radziejowskim, w gminie Piotrków Kujawski.
| SIMC    | Nazwa       | Rodzaj    |
| ------- | ----------- | --------- |
| 1062300 | Białe Błota | część wsi |

W latach 1975–1998 miejscowość należała administracyjnie do województwa włocławskiego.
Według Narodowego Spisu Powszechnego (III 2011 r.) liczyła 73 mieszkańców. Jest 24. co do wielkości miejscowością gminy Piotrków Kujawski.